# Someone Like You (專輯)
《Someone Like You》是香港歌手黃翠珊的第七張英語大碟，於2008年10月22日日本發行。 是她加入Evosound後首張專輯，也是黃最後一張日本国内盤專輯。專輯內的歌曲都是翻唱自外國歌曲，曲風為輕音樂，有些歌曲更帶有鄉村音樂的味道。
為了迎接黃翠珊的加盟，Evosound特別將唱片製作移師美國納許維爾，也找來許多當地知名音樂人參與，賦予「Someone Like You」新鮮的音樂內容。在選曲部分，黃翠珊參與了很多意見，唱片內頁中黃翠珊表示她跳脫了平常選曲的想法。該專輯在當年有不錯的成績，銷量達白金。

## 曲目
| 曲序     | 曲目                                           |
| -------- | ---------------------------------------------- |
| 1.       | ユーヴ・ゴット・ア・フレンド                   |
| 2.       | トゥルー・ラブ・ウェイズ                       |
| 3.       | オーバー・ザ・レインボー                       |
| 4.       | ホワット・ア・ディファレンス・ア・デイ・メイド |
| 5.       | ホエン・ユー・セイ・ナッシング・アット・オール |
| 6.       | 心の裏側                                       |
| 7.       | カム・ソフトリー・トゥ・ミー                   |
| 8.       | 二人の架け橋                                   |
| 9.       | ジス・ガールズ・イン・ラブ・ウィズ・ユー       |
| 10.      | 愛はきらめきの中に                             |
| 11.      | サムワン・ライク・ユー                         |
| 12.      | ユー・センド・ミー                             |
| 13.      | グッドナイト                                   |
| 总时长： | 51:00                                          |